# Jules Valton
Henri Jules Valton (Courson-les-Carrières, 11 de mayo de 1867-París, 6 de agosto de 1941) fue un deportista francés que compitió en vela en la clase tonelaje. Participó en los Juegos Olímpicos de París 1900, obteniendo una medalla de plata en la clase ½ – 1 Ton (regata 1).

## Palmarés internacional
| Juegos Olímpicos | Juegos Olímpicos | Juegos Olímpicos | Juegos Olímpicos     |
| Año              | Lugar            | Medalla          | Clase                |
| ---------------- | ---------------- | ---------------- | -------------------- |
| 1900             | París (Francia)  | Medalla de plata | ½ – 1 Ton (regata 1) |